# El Ixtle Flores Magón
La localidad de El Ixtle Flores Magón está situada en el municipio de Chicontepec, en el estado de Veracruz de Ignacio de la Llave (México). Tiene 280 habitantes. Dentro de todos los pueblos del municipio, ocupa el número 60 en cuanto a número de habitantes. El Ixtle Flores Magón está a 188 m s. n. m. (metros sobre el nivel del mar).

## Población
El Ixtle Flores Magón tiene el Código Postal 92700.
En la localidad, hay 145 hombres y 135 mujeres. El ratio mujeres/hombres es de 0,931, y el índice de fecundidad es de 3.36 hijos por mujer. Del total de la población, el 3,93 % proviene de fuera del estado de Veracruz de Ignacio de la Llave. El 14,29 % de la población es analfabeta (el 9,66 % de los hombres y el 19,26 % de las mujeres). El grado de escolaridad es de 5.79 (6 en hombres y 5.60 en mujeres).

### Cultura y tradición indígena en la localidad
El 100,00 % de la población es indígena, y el 91,79 % de los habitantes habla una lengua indígena (náhuatl). El 13,93 % de la población habla una lengua indígena y no habla español.

#### Xantolo
En esta localidad se celebra el Xantolo o día de muertos, donde los habitantes realizan ofrendas a sus difuntos y los adornos se realiza con una flor llamada cempasúchil.

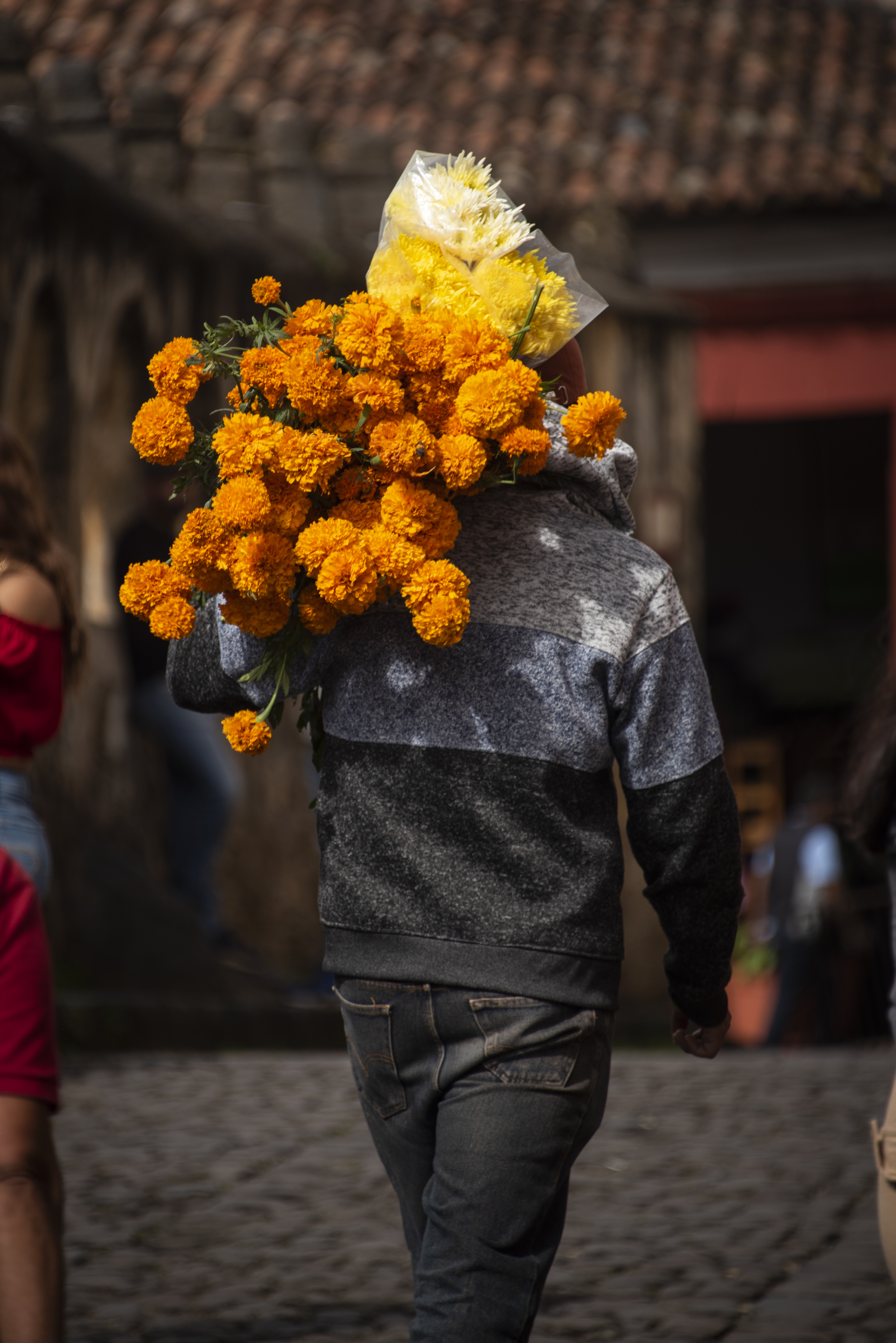
cempasúchil flores que usan en la localidad para adornar en días de Xantolo

### Desempleo y economía en la localidad
El 30,71 % de la población mayor de 12 años está ocupada laboralmente (el 55,17 % de los hombres y el 4,44 % de las mujeres).

### Viviendas e infraestructuras en la localidad
En El Ixtle Flores Magón hay 59 viviendas. De ellas, el 100,00 % cuentan con electricidad, el 94,74 % tienen agua entubada, el 100,00 % cuentan con escusado o sanitario, el 59,65 % tienen radio, el 63,16 % cuentan con televisión, el 17,54 % tienen refrigerador, el 0,00 % cuentan con lavadora, el 3,51 % tienen automóvil, el 0,00 % cuentan con una computadora personal, el 8,77 % tienen teléfono fijo, el 0,00 % cuentan con teléfono celular, y el 0,00 % tienen Internet.